# Chrosomus
Chrosomus is een geslacht van straalvinnige vissen uit de familie van Cyprinidae (Eigenlijke karpers).

## Soorten
- Chrosomus cumberlandensis (Starnes & Starnes, 1978)
- Chrosomus eos Cope, 1861
- Chrosomus erythrogaster (Rafinesque, 1820)
- Chrosomus oreas Cope, 1868
- Chrosomus tennesseensis (Starnes & Jenkins, 1988)